# Batugade (Aldeia)
Batugade ist eine osttimoresische Aldeia im Suco Batugade (Verwaltungsamt Balibo, Gemeinde Bobonaro). 2015 lebten in der Aldeia 494 Menschen.

## Geographie
Batugade nimmt den gesamten Westen des gleichnamigen Sucos ein. Nordöstlich befindet sich die Aldeia Nu Badac und östlich die Aldeia Lotan. Dazwischen grenzt Batugade an den Suco Sanirin, im Süden an den Suco Cowa und im Westen an den Nachbarstaat Indonesien. Im Norden befindet sich die Sawusee, in die der Leometik mündet. Der Fluss bildet die Grenze zu Nu Badac und Sanirin und folgt auch einem Stück der Grenze zu Lotan. Der Acodato (im Oberlauf Webanahi) folgt bis zu seiner Mündung einem Teil der Grenze zu Indonesien.
Südwestlich der Mündung des Lemetiks liegt an der Küste der Hauptort Batugade, mit seinem westlichen Ortsteil Halinsana. Ein Stück weiter befindet sich der Grenzort Mota’ain mit dem wichtigsten Grenzübergang Osttimors zu Indonesien. Weiter südlich liegt an der Grenze das Dorf Badutmean. An der Überlandstraße von Batugade nach Balibo und Maliana liegen unter anderem die Siedlungen Aumodok und Budin. Zwischen den beiden Siedlungen und dem Leometik weiter nördlich befindet sich mit dem Taruik Beluai ein kleiner Hügel (168 m). Im unbewohnten Südosten steigt das Bergland auf bis zu 200 m.
Im Ort Batugade steht das von den Portugiesen gebaute Fort Conselheiro Jacinto Cândido aus dem Jahre 1655, mit massiven Mauern und einigen alten Kanonen. Dem Strand von Batugade spricht man touristisches Potential zu.
Weitere öffentliche Einrichtungen im Dorf Batugade sind eine Grundschule, eine Kirche, ein Hospital, drei Sendeanlagen von Timor Telecom, Telemor und Telkomcel, eine Pferderennbahn und die Unidade de Patrulhamento de Fronteira (UPF), die osttimoresische Grenzpolizei, hat einen Posten im alten Fort. Einen weiteren UPF-Posten und die Einwanderungsbehörde befinden sich in Mota’ain. In Budin steht eine zweite Grundschule.

## Geschichte
Antonio Pigafetta landete am 26. Januar 1522 an Bord des spanischen Schiffs Victoria als erster Europäer auf Timor  in der Region nahe Batugade und blieb für 18 Tage. Bereits 1655 errichteten die Portugiesen in Batugade ihr erstes Fort. Die Region gehörte zum Reich von Cowa.
1734 rebellierte Batugade erneut gegen die Portugiesen, die aber auf Verstärkung aus Goa zurückgreifen konnten. Als die Portugiesen 1769 Lifau aufgaben und die Hauptstadt der Kolonie nach Dili verlegten, machten sie in Batugade einen Zwischenstopp und verstärkten das Fort zur Abwehr der rebellischen Topasse im Westen.
Gouverneur José Pinto Alcoforado de Azevedo e Sousa (1815 bis 1820) schlug eine weitere Rebellion in Batugade nieder. 1868 wurde das Fort von Batugade zur Basis der Militärexpedition gegen das rebellierende Reich von Cowa. 1871 kapitulierte die mit Cowa verbündete Königin von Balibo, Dona Maria Michaelia Doutel da Costa. Sie traf, wie vereinbart, am 29. Mai in Batugade mit Gouverneur João Clímaco de Carvalho zusammen. Die Königin von Cowa kam nicht. Daher unterzeichnete Dona Maria am 1. Juni allein die ihr vorgelegten Vereinbarungen, die eine Unterwerfung Balibos als Vasallen Portugals bedeuteten. Cowa erkannte erst 1881 die Vorherrschaft Portugals an. Während des Krieges von Manufahi (1894–1896) besetzten 1896 Aufständische aus Fatumean das Fort, während die eigentlich dort stationierten Truppen an einem anderen Ort kämpften. Später wurde das Fort neu errichtet und nach dem portugiesischen Überseeminister Jacinto Cândido benannt.
Während der portugiesischen Diktatur befand sich im Fort ein berüchtigtes Gefängnis für Verbannte, das unter dem Namen „Der Friedhof der Lebendigen“ bekannt war.
Anfang 1961 versuchte das linksgerichtete Kampfbüro zur Befreiung Timors (Bureau de Luta pela Libertação de Timor) unter Maoclao, mit finanzieller Unterstützung aus Indonesien, einen Aufstand gegen die portugiesische Kolonialherrschaft. Am 9. April 1961 riefen sie in Batugade eine Republik aus und stellten eine timoresische Regierung mit zwölf Ministern auf. Die Portugiesen schlugen den Aufstand schnell nieder und die Kämpfer flohen nach Indonesien.

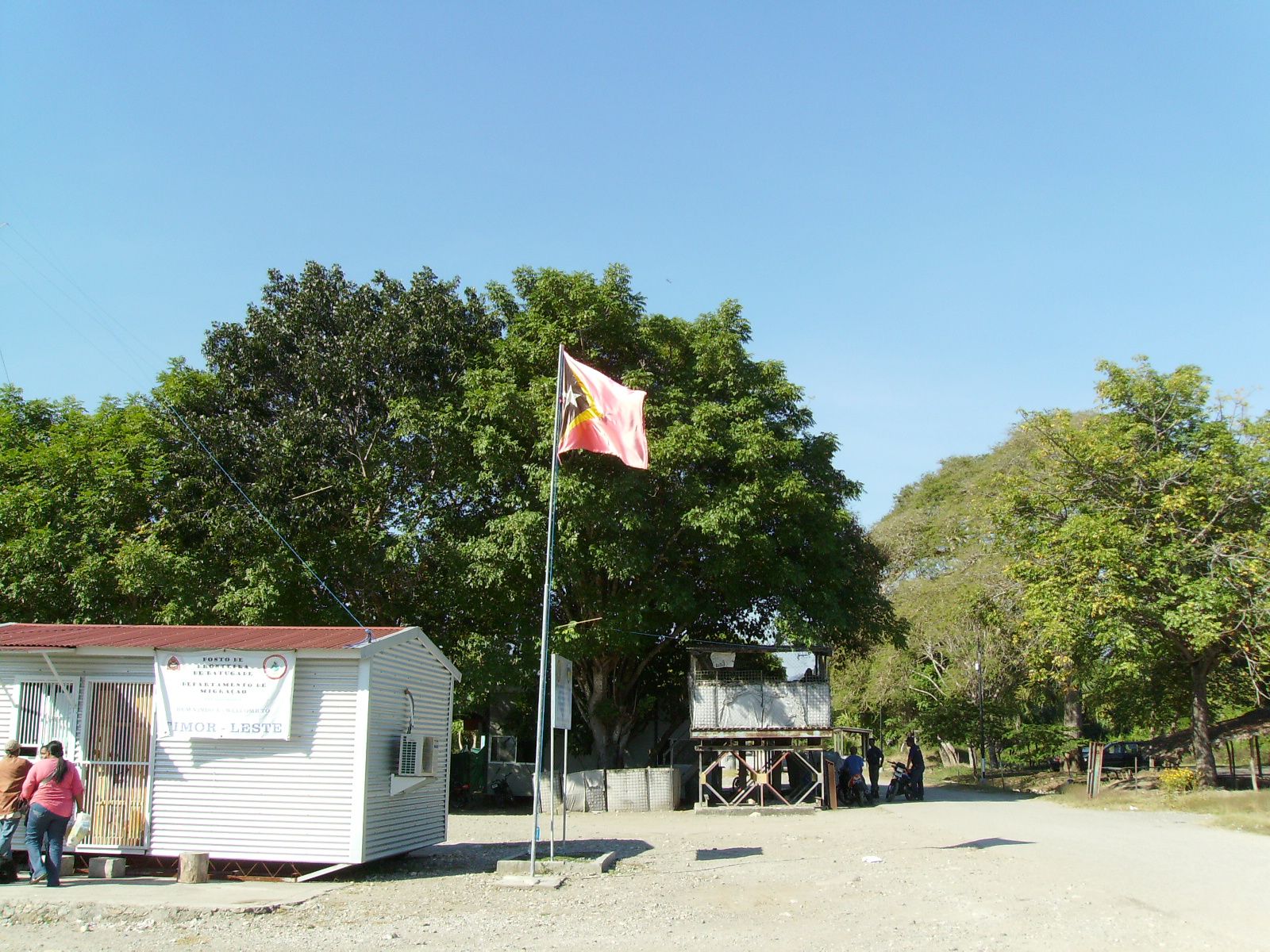
Posten der Einwanderungsbehörde Osttimors in Mota’ain (2008)

Bereits am 8. Oktober 1975, zwei Monate vor dem offiziellen Beginn der Invasion, besetzten indonesische Truppen den Grenzort Batugade und errichteten hier ihr Hauptquartier für die folgende Operation Flamboyan. Dabei gab man vor, Kämpfer der UDT, die zuvor im Bürgerkrieg der FRETILIN unterlegen war, würden die Grenzgebiete besetzen. Am 16. Oktober wurden der restliche Kreis von Bobonaro und der Kreis Cova Lima durch die Indonesier besetzt. Am 7. Dezember begann Indonesien offen mit der Operation Seroja und der Invasion in das restliche Gebiet Osttimors.

## Politik
2023 wurde Manuel da Costa zum Chefe de Aldeia gewählt.